# Gerardus Cornelis Weeren

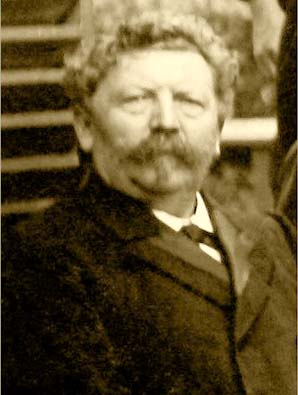
Uitsnede Gerardus Cornelis Weeren uit: Schoolklas openbare lagere school (1911)

Gerardus Cornelis Weeren (Heumen, 1 juni 1859 - Amsterdam, 12 juli 1915) was een Nederlands componist, (hoofd)onderwijzer en zangpedagoog.

## Biografie
Gerardus Cornelis Weeren was onderwijzer in Haarlem en werd op 1 maart 1896 als hoofdonderwijzer benoemd op de openbare school van Ter Aar.
Hij componeerde vele kinderliedjes en gaf een aantal bundels uit. Deze werden op vele Nederlandse scholen gebruikt tot de oorlogsjaren aan toe. De bundels heten: Zingende Jeugd deel 1, 2, 3 uitg. J.B. Wolters en later "Liederkeur" - voor de school en het leven. Deze bundel beleefde 16 herdrukken.
Een van de bekendste liederen, waarvan de muziek van zijn hand is, is "Sinterklaas is jarig". De tekst hiervan is geschreven door Willem Frederik Oostveen. Hij wordt genoemd als Sinterklaasauteur naast bijvoorbeeld Henriëtte Dietz, Katharina Leopold, Suze Maathuis-Ilcken en Simon Abramsz. Weeren gaf in zijn tijd lezingen over school- en kerkmuziek (was organist in Ter Aar) en werkte nauw samen met Jan Ligthart en Hindericus Scheepstra.
Met ingang van 1 september 1901 werd G.C. Weeren benoemd tot onderwijzer aan de herhalingsschool in de gemeente Ter Aar, 'op eene beloning van vijf en zeventig cents per uur'. Herhalingsonderwijs: Het 'houden van avondschool' voor kinderen, die overdag geen onderwijs konden volgen of voor hen, die nog wat bij wilden leren. 

## Varia
Het gemeentebestuur van Ter Aar heeft in de jaren 1950 een straat naar hem genoemd.